# Heinrich Ruhmhofer
Heinrich Ruhmhofer (* 15. Oktober 1921) ist ein ehemaliger deutscher Fußballspieler.

## Karriere
Ruhmhofer gehörte Borussia Dortmund an, für die er 1943/44 in der Gauliga Westfalen, in einer von zunächst 16, später auf 23 aufgestockten Gauligen zur Zeit des Nationalsozialismus als einheitlich höchste Spielklasse im Deutschen Reich, Punktspiele bestritt. In der Saison 1944/45, die aufgrund der Kriegsereignisse nicht zu Ende gespielt werden konnte, war sein Verein in Gruppe 2 vertreten.
Nach dem Ende des Zweiten Weltkriegs bestritt er die Spielzeiten 1945/46 und 1946/47 in der Landesliga Westfalen im Rahmen der Britischen Zonenmeisterschaft. Letztere schloss er und sein Verein mit dem am 18. Mai 1947 mit 3:2 gegen den FC Schalke 04, Sieger der Gruppe 1, gewonnenen Endspiel als Westfälischer Meister ab.
Von 1947 bis 1951 kam er in 70 Punktspielen in der Oberliga West zum Einsatz. Sein Debüt gab er am 14. September 1949 (1. Spieltag) beim 3:0-Sieg im Heimspiel gegen die Sportfreunde Katernberg und bestritt in seiner Premierensaison 22 weitere Punktspiele. Während dieser Zeit gewann er mit Borussia Dortmund dreimal in Folge die Westdeutsche Meisterschaft.  Aufgrund der Erfolge bestritt er für Borussia Dortmund 1948/49 vier Spiele in der Endrunde um die Deutsche Meisterschaft. Bei seiner Premiere bestritt er das am 12. Juni 1949 in Berlin mit 5:0 gegen den Berliner SV 1892 gewonnene Viertelfinale sowie das am 26. Juni in München gegen den 1. FC Kaiserslautern ausgetragene Halbfinale, das trotz Verlängerung torlos endete und keinen Sieger hervorbrachte. Daraufhin wurde er auch im Wiederholungsspiel eingesetzt, das er mit seiner Mannschaft am 3. Juli in Köln mit 4:1 gewann. Das am 10. Juli im Stuttgarter Neckarstadion gegen den VfR Mannheim ausgetragene Finale jedoch wurde vor 92.000 Zuschauern mit 2:3 nach Verlängerung verloren.

## Erfolge
- Zweiter der Deutschen Meisterschaft 1949
- Westdeutscher Meister 1948, 1949, 1950
- Westfälischer Meister 1947